# Les Sept Bérets rouges
Pour plus de détails, voir Fiche technique et Distribution.
Les Sept Bérets rouges (Sette baschi rossi) est un film d'action germano-italien sorti en 1969, réalisé par Mario Siciliano.

## Synopsis
Les « bérets rouges » sont des mercenaires employés au Congo par le gouvernement. Un village a été investi par les rebelles Simba, et le capitaine De Brand qui en a réchappé y a perdu d'importants documents. Il est renvoyé sur place pour récupérer les documents avec une équipe de quelques hommes. Ils sont guidés à travers la nature hostile par un Français devenu apatride, Alain Carrès, habitué de la région, qui se vend au service du plus offrant. L'équipe comprend une femme médecin, le sergent Wooder. Lorsqu'ils arrivent au village, ils exterminent tout le monde, sauf deux enfants et une journaliste française. Commence un long chemin de retour où les mercenaires vont tomber les uns après les autres.

## Fiche technique
- Titre français : Les Sept Bérets rouges
- Titre original italien : Sette baschi rossi
- Langue : italien
- Pays de production :  Italie,  Allemagne de l'Ouest
- Durée : 90 min
- Genre : film d'action, film dramatique
- Réalisateur : Mario Siciliano
- Scénario : Piero Regnoli, August Rieger
- Production : Lisa Film, Metheus Film
- Photographie : Gino Santini
- Montage : Romeo Ciatti
- Musique : Gianni Marchetti
- Dates de sortie :
  - Italie : 20 mars 1969
  - Allemagne de l'Ouest : 20 mars 1970
  - France : 1er février 1973[1]

## Distribution
- Ivan Rassimov (VF : Roland Ménard) : Alain Carrès (Garros en VF)
- Sieghardt Rupp (VF : Marc de Georgi) : le sergent Vlasky
- Kirk Morris (VF : Philippe Ogouz) : O'Fearn
- Pamela Tudor : le sergent Mary Wooder
- Dale Cummings (VF : Jean-Claude Michel) : le capitaine De Brand (Brandt en VF)
- Serge Nubret (VF : Med Hondo) : Martinez
- Arthur Brauss : le sergent Kimber
- Wilbert Gurley (VF : Claude Bertrand) : le capitaine Lauderwood
- Ugo Adinolfi
- Gino Marturano (VF : André Valmy) : le commandant du camp
- Angelica Ott (VF : Ginette Pigeon) : la journaliste française
- Carla Calò
- Marco Siciliano